# Phlegetonia palliatrix
Phlegetonia palliatrix är en fjärilsart som beskrevs av Achille Guenée 1852. Phlegetonia palliatrix ingår i släktet Phlegetonia och familjen nattflyn. Inga underarter finns listade i Catalogue of Life.